# Michiko & Hatchin
Michiko & Hatchin (jap. ミチコとハッチン, Michiko to Hatchin) ist eine Anime-Fernsehserie vom Studio Manglobe, die seit dem 15. Oktober 2008 im japanischen Fernsehen ausgestrahlt wird. Sie erzählt die Geschichte der gerade aus dem Gefängnis ausgebrochenen Michiko, die das Mädchen Hatchin den Fängen der korrupten Familie ihres Adoptivvaters und Pfarrers entreißt und sich mit ihr auf die Flucht begibt.

## Handlung
In einem fiktiven, Brasilien nachempfundenen Land wächst die elternlose Michiko Malandro (ミチコ・マランドロ) in einem Kinderheim auf. Die Heimleiterin ist jedoch nur an dem Geld für die Unterkunft interessiert und verkauft die Kinder an Meistbietende. So wird Michiko zusammen mit ihrer Freundin Atsuko Jackson (アツコ・ジャキソン) in diesem Heim groß. Kaum alt genug, um das Heim verlassen zu können, lernt sie Hiroshi Morenos (ヒロシ・モレーノス) kennen, der ein Freund des Ganoven Satoshi Batista (サトシ・バティスタ) ist. Infolge der Ereignisse kommt Hiroshi angeblich bei einem Busunglück um und Michiko landet für lange Zeit im Gefängnis, wo sie von ihrer einstigen Freundin Atsuko eingesperrt wurde, die mittlerweile für die Polizei arbeitet.
Nach zwölf Jahren gelingt Michiko Malandro die Flucht. Während dieser Zeit wuchs Hana „Hatchin“ Morenos (ハナ・モレーノス, ハッチン) bei einer christlichen Adoptivfamilie auf. Die behandelt sie jedoch wie einen Sklaven. So gibt sich der Pfarrer nach außen hin als besonders großzügiger Mensch aus, obwohl er und seine Frau Hana immer wieder für sämtliche Hausarbeiten heranziehen. Während ihrer Arbeiten wird sie immer wieder von dem leiblichen Sohn und der Tochter der Familie auf teils brutale Weise misshandelt. Dabei schreckt die Tochter nicht einmal vor dem Einsatz eines Bügeleisens zurück.
Als die Familie einen Brief von Michiko erhält, in der sie das Sorgerecht für Hana beansprucht, beschließt der Pfarrer Michiko bei der Übergabe zu erschießen. Von der plötzlichen Landung Michikos mit ihrem Motorrad auf dem Esstisch der Familie überrascht, gelingt ihm dies jedoch nicht und sie kann zusammen mit Hana entkommen. Auf der Fahrt stellen sich die starken charakterlichen Unterschiede zwischen den beiden heraus. So ist Michiko zwar eine erwachsene, attraktive Frau, doch kümmert sie sich überhaupt nicht um Gesetze und scheint den Tod nicht zu fürchten. Die zehnjährige Hana (Hana wird in Episode 7 10 Jahre alt), von Michiko als Hatchin bezeichnet, bildet hier einen starken Gegenpol. Denn anders als Michiko beachtet sie die Gesetze und würde niemanden verletzen wollen. Zudem durchschaut sie die Tricks, mit denen Michiko regelmäßig abgezockt wird, sehr schnell. Zusammen auf der Flucht vor der christlichen Familie und der Polizei machen sie sich auf, den angeblich schon toten Vater von Hatchin zu finden. Dabei stehen ihnen immer wieder kleinere Diebe oder eben auch Atsuko, die wegen ihrer dunklen Haut und des blonden Haars als „Jambo“ bezeichnet wird, im Weg. (a)
Auf der Suche nach Hiroshi verstricken sich beide immer mehr in die Machenschaften der innerhalb der zwölf Jahre zu einer großen Organisation herangewachsenen Gangsterbande.

## Konzeption

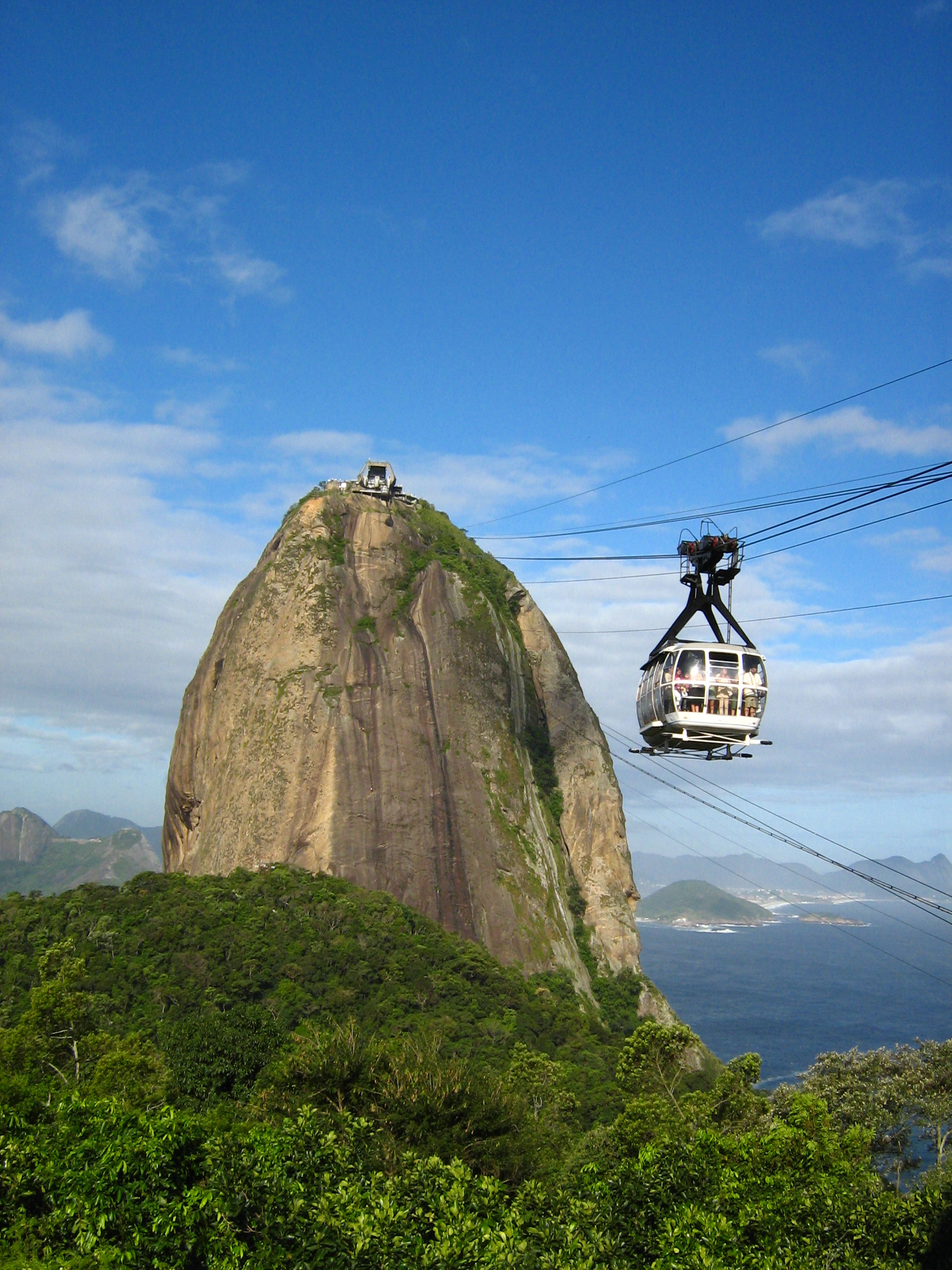
Der „Zuckerhut“ mit Seilbahn in Rio de Janeiro, wie er auch in Michiko to Hatchin zu sehen ist.

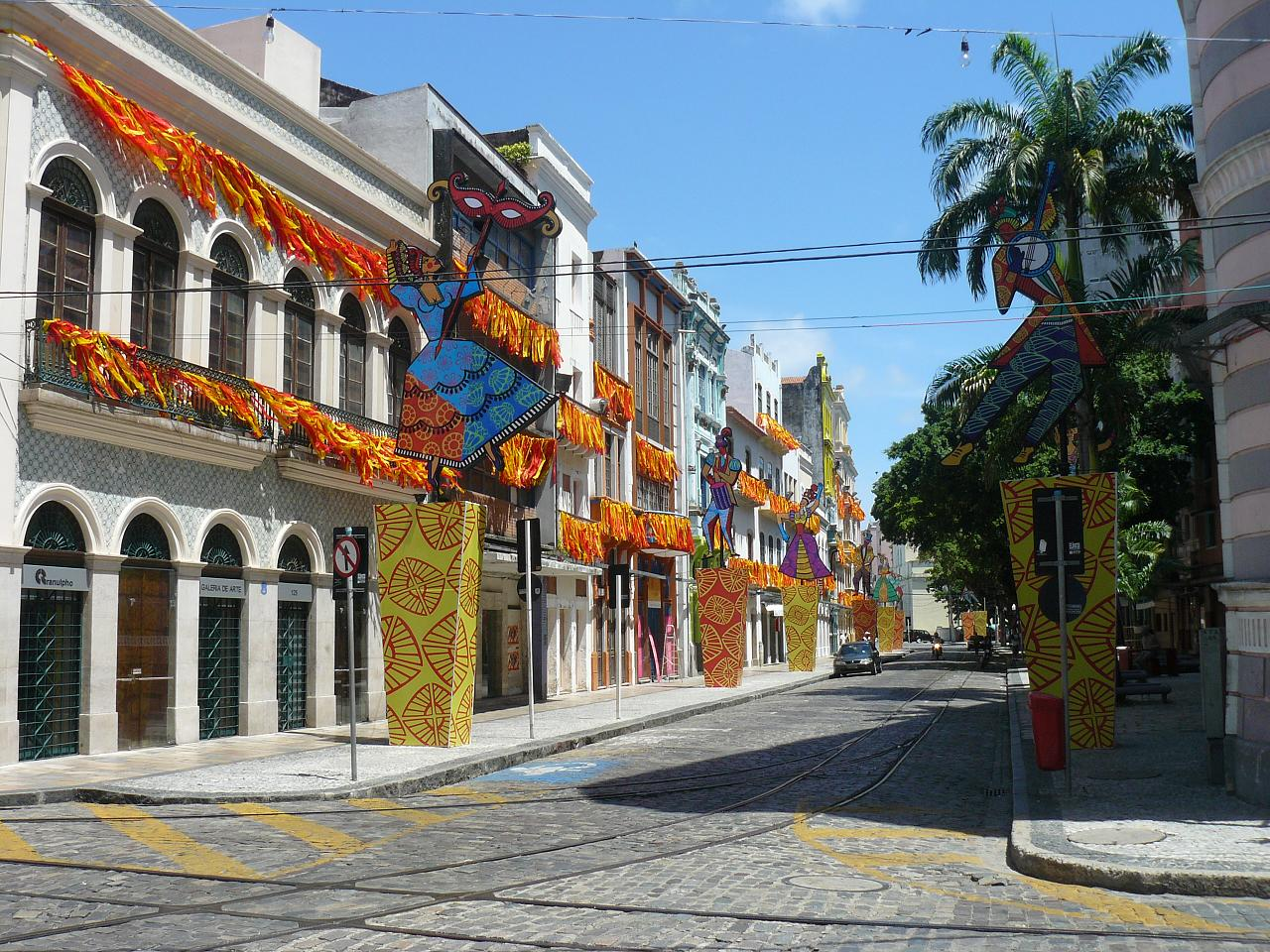
Viele Szenen basieren auf Fotografien realer Städte, wie dieser Einkaufsstraße in Recife mit den schmalen Straßenbahnführungen.

Die Geschichte des Anime spielt in einer brasilianischen Städten und Landschaften nachempfundenen Umgebung eines fiktiven Landes. Dabei dienten insbesondere die Städte São Luís, Olinda, Recife, Barreiras und Rio de Janeiro als Vorlage für die Orte in Michiko to Hatchin. Aber nicht nur die äußerliche Erscheinung wurde adaptiert, sondern auch die bekannten Probleme wie Korruption, schlechte Lebensverhältnisse, teils rücksichtsloser Umgang mit dem christlichen Glauben und nicht ernst genommene Gewalt.

## Entstehung und Veröffentlichungen
Regie der vierten im Studio Manglobe entstandenen Serie führte Sayo Yamamoto, die mit Michiko to Hatchin ihr Debüt als Serienregisseurin gab – zuvor führte sie bereits Regie bei einzelnen Serienfolgen. Zuvor arbeitete sie hauptsächlich als Drehbuchautorin für Serien wie Eureka Seven, Ergo Proxy, Death Note, Kemonozume oder Magical Shopping Arcade Abenobashi. An ihrer Stelle schrieb Takashi Ujita das Drehbuch. Die Musik wurde von Shin’ichirō Watanabe, bekannt aus Samurai Champloo und Cowboy Bebop, produziert und vom Brasilianer Alexandre Kassin komponiert. Das Charakterdesign stammt von Hiroshi Shimizu.
Vom 15. Oktober 2008 bis zum 18. März 2009 wurde die Serie auf den japanischen Fernsehsendern Fuji TV und BS Fuji übertragen. Die Veröffentlichung auf Blu-ray Disc und DVD begann am 23. Januar 2009.
Anime Virtual veröffentlichte von August 2009 bis April 2010 die Serie sowohl auf Deutsch synchronisiert als auch mit deutschen und polnischen Untertiteln auf insgesamt 6 DVDs. Die erste DVD musste dabei wegen eines Masteringfehlers zurückgerufen werden.

## Synchronisation
Die deutsche Synchronisation stammt von VSI Synchron Berlin.
| Rolle                  | Japanische Sprecher (Seiyū) | Deutsche Sprecher        |
| ---------------------- | --------------------------- | ------------------------ |
| Michiko Malandro       | Yōko Maki                   | Claudia Urbschat-Mingues |
| Hana „Hatchin“ Morenos | Suzuka Ōgo                  | Kaya Marie Möller        |
| Atsuko Jackson         | Maki Sakai                  | Vera Teltz               |
| Hiroshi Morenos        | Kanji Tsuda                 | Robin Kahnmeyer          |
| Satoshi Batista        | Masaki Miura                | Matti Klemm              |
| Shinsuke Rodriguez     | Jun Murakami                | Bernhard Völger          |
| Pepe Lima              | Shie Kohinata               | Sabine Arnhold           |

## Musikveröffentlichungen
Victor Entertainment kündigte für den 23. Januar 2009 die erste Veröffentlichung eines Soundtracks zur Serie an. Das Album Michiko to Hatchin Original Soundtrack CHAPTER-1 (ミチコと ハッチン オリジナル サウンドトラック CHAPTER-1) enthält sowohl die Titelmusik „Paraiso“ der Serie als auch 20 weitere Titel, die aus einer Zusammenarbeit zwischen Alexandre Kassin und Shin’ichirō Watanabe entstanden. Der Soundtrack ist zugleich die erste Veröffentlichung des unter Victor Entertainment neu gegründeten Labels Speedstar.